# Grits

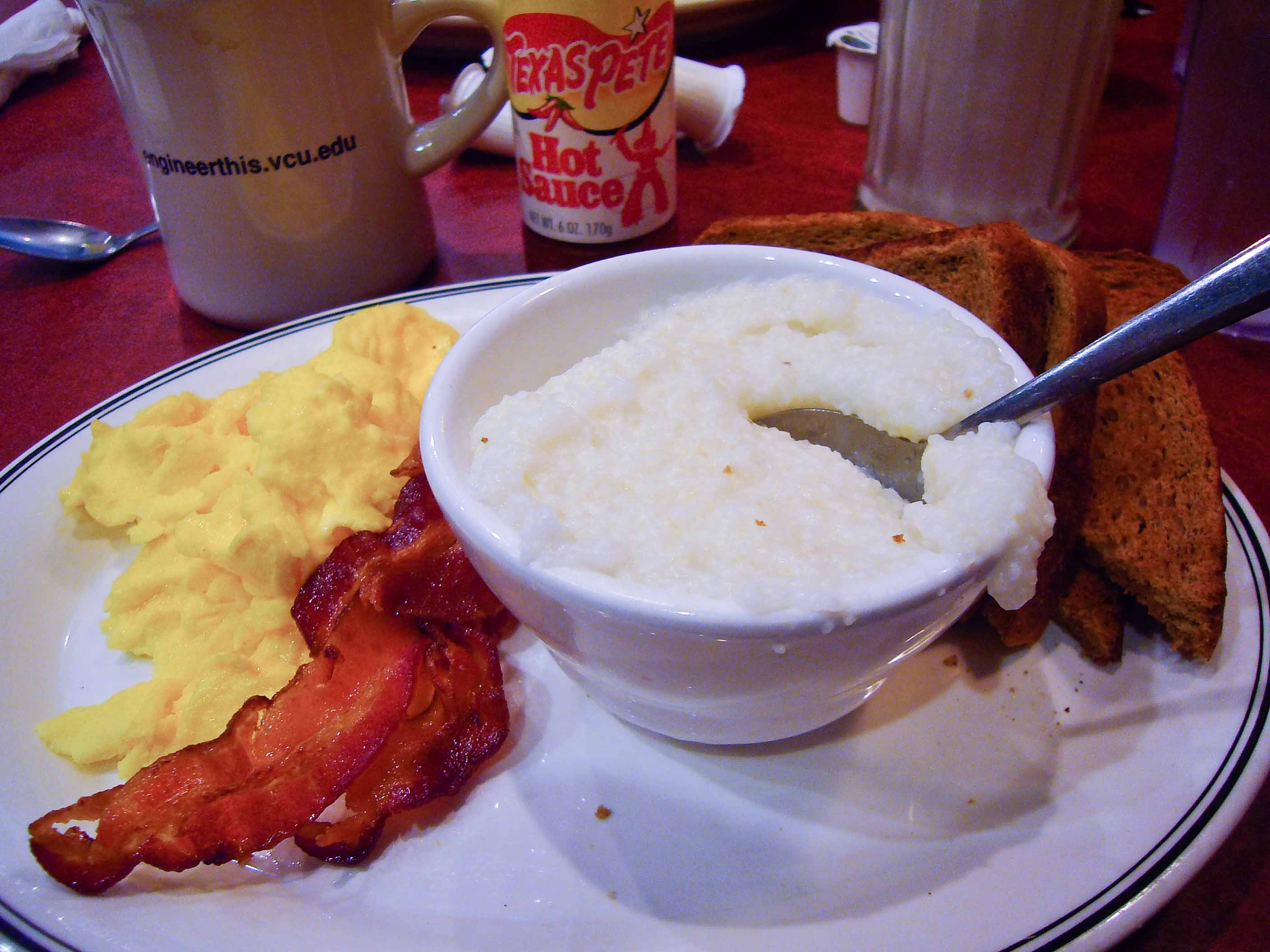
Grits med tillbehör.

Grits, från engelskans ord för gryn, är en amerikansk maträtt med sin härkomst hos ursprungsbefolkningen. Det är en form av majsgrynsgröt som idag vanligen äts vid en stadigare frukost med stekt bacon, ägg, och rostat bröd. Ibland används uramerikanska creek-stammens ord sofkee som benämning 
Grits kokas med vatten och eventuellt salt eller socker. Normalt kokas de i 15–20 minuter och kräver omrörning för att undvika klumpar. Det serveras vanligen med riven ost, smör eller stark sås och äts till korv, ägg och bacon. Det kan också serveras med hårt stekt fisk. 
Grits kan stekas till ett sammanhållande block som skärs i bitar och sen friteras i fett som vegetabilisk olja, margarin, smör eller baconfett.
Charleston-style grits är grits som kokats i mjölk istället för vatten, vilket ger en krämigare konsistens.

## Ursprung
Grits har sitt ursprung i den amerikanska ursprungsbefolkningens beredning och tillagning av majs. Majskornen maldes och silades och de grövre grynen sparades till grits. 
Tre fjärdedelar av den grits som säljs i USA säljs i de amerikanska sydstaterna som därför även kallas gritsbältet. Det är den amerikanska delstaten Georgias officiella maträtt, vilket den utsågs till 2002.

## Andra användningsområden
Traditionellt har grits använts som myrmedel. Tanken var att när myrorna åt de torra gritsen skulle dessa svälla i myrornas magar så att de dog. Tester i laboratorier har visat att metoden är verkningslös.